# Nukleofugie
Die Nukleofugie (griechisch nukleos = Kern, phyge = verlassen) ist in der Chemie ein Maß für die Fähigkeit eines Atoms, sich von einem Molekül abzuspalten und dabei ein freies Elektronenpaar mitzunehmen, welches vorher durch eine kovalenten Bindung gebunden war. Typische Nukleofuge sind oft nach Abspaltung negativ geladen, haben eine stark negative Partialladung oder besitzen ein freies Elektronenpaar in einem relativ energiereichen Atomorbital.
Ein Nukleofug ist eine spezielle Abgangsgruppe.

## Beispiele für Nukleofuge
- Halogenide
- Alkohole
- Wasser

## Abschätzung der Nukleofugie
Die Nukleofugie kann gut anhand der Basenstärke eines Moleküls abgeschätzt werden. Je stärker basisch die Abgangsgruppe ist, desto schlechter ist sie. Schwache Basen, also Basen von starken konjugierten Säuren, sind demnach gute Abgangsgruppen.
In der folgenden Liste sind einige Nukleofuge geordnet nach absteigender Güte aufgelistet:
H2O > I− > Br− > Cl− > F− > OH− > NH2−

## Reaktionen, bei denen Nukleofuge entstehen
- Nucleophile Substitution
- Eliminierungs-Reaktionen
- Addition-Eliminierungs-Reaktionen